# Thomas Streit
Thomas Streit (* 24. Juni 1965) ist ein ehemaliger deutscher Fußballspieler.

## Karriere
Der aus Osann-Monzel stammende 1,81 m große Abwehrspieler absolvierte in der Saison 1986/87 insgesamt 9 Spiele für den FSV Salmrohr in der 2. Fußball-Bundesliga. Diese Saison war die einzige des FSV in der Zweiten Liga. Zum FSV Salmrohr war Thomas Streit bereits 1983 vom TuS Osann-Monzel gekommen.
Später übernahm der Fleischermeister Streit 26-jährig das elterliche Fleischereifachgeschäft und erfand etwa um 2005 den Bitling, eine Wurst mit einem zwölfprozentigen Anteil eines regionstypischen Bieres.